# Tucannon
Il fiume Tucannon è un affluente del fiume Snake nello stato americano di Washington. 
Scorre generalmente a Nord-Ovest dalle sorgenti nelle Blue Mountains della parte sud-orientale dello stato di Washington per incontrare il fiume Snake 6 km (4 miglia) a monte del Lyons Ferry Park e della foce del fiume Palouse. Il fiume Tucannon ha una lunghezza di circa 100,3 km (62,3 mi). Una parte del tratto superiore del fiume scorre attraverso la Wenaha-Tucannon Wilderness.

## Il corso d'acqua
Il bacino idrografico del fiume Tucannon si estende per 1300 km² (502 mi²) con un'elevazione compresa tra circa 165 m (540 ft) sul livello del mare alla foce in corrispondenza della confluenza con il fiume Snake e circa 1950 m (6400 ft) nella Foresta Nazionale di Umatilla nelle Blue Mountains.
I flussi fluviali nel bacino del Tucannon dipendono esclusivamente dalle precipitazioni e dalle acque sotterranee. Studi nei primi anni '90 hanno suggerito che questi flussi non sarebbero in grado di far fronte a tutte le richieste, pubbliche e private, di risorse idriche dal tratto inferiore del fiume. In particolare, secondo questi studi, i progetti di irrigazione delle aziende agricole sarebbero in contrasto con la pesca, vista la conseguente disponibilità limitata di acqua. 
Il Dipartimento di Ecologia dello Stato di Washington ha dichiarato il bacino del Tucannon una Watershed Resource Inventory Area (WRIA), letteralmente un'Area appartenente all'Inventario delle Risorse dai Corsi d'acqua, e nel 1995 ha iniziato dei dibattiti su come allocare l'acqua.

## Storia

### Popoli nativi
Il tratto inferiore del fiume Snake era il luogo occupato dalle bande dei Palouse e di altri popoli di lingua Sahaptin, tra cui i Nasi Forati, gli Yakama, i Walla Walla, gli Umatilla e i Wanapum. Le Blue Mountains costituivano la parte occidentale di un'area di 69.000 km² (17.000.000 di acri) che era l'area tradizionale per i nativi Nimi'ipuu, ribattezzati Nasi Forati da Lewis e Clark quando giunsero nella regione nel 1805. Il cavallo era un elemento centrale nella vita, sia per i Palouse che per i Nasi Forati.
Il Sentiero Storico Nazionale dei Nasi Forati seguiva in parte i fiumi Touchet e Tucannon, estendendosi da Wallula verso Est e raggiungendo il fiume Touchet a valle di Waitsburg. Da lì seguiva la riva Sud del fiume Touchet verso l'attuale Dayton. Qui attraversava il fiume e seguiva il Patit Creek a Nord-Est.

### Spedizione di Lewis e Clark

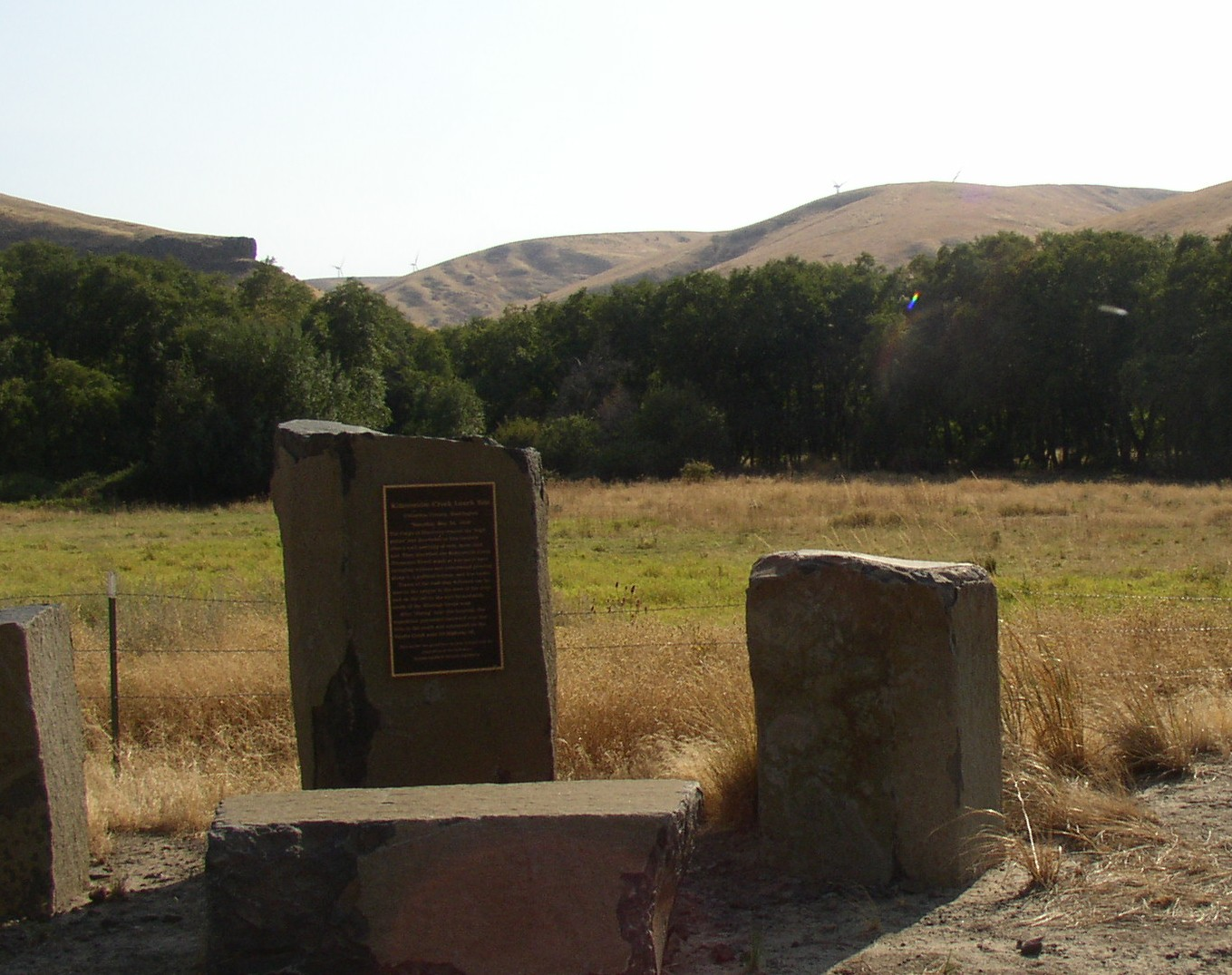
Il punto in cui Lewis e Clark entratono nella valle del fiume Tucannon

Il 12 ottobre del 1805, dopo un difficoltoso passaggio attraverso le rapide del fiume Snake, Lewis e Clark passarono attraverso delle rapide più brevi appena ad Est della foce del Tucannon. Lewis scrisse: "Questo lo abbiamo chiamato Kimooenim Creek". La spedizione non si fermò, ma continuò lungo il fiume Snake in cayuco.
Nel loro viaggio di ritorno verso St. Louis, il 2 maggio 1806, Lewis e Clark seguirono il Sentiero Storico dei Nasi Forati, attraversando dal Patit Creek circa 4,0 km (2,5 miglia) a Est dell'attuale Dayton per raggiungere il fiume Tucannon. Soltanto 19 km (12 miglia) oltre il loro accampamento raggiunsero il corso d'acqua.
Questo fiume nasce nelle Blue Mountains sud-occidentali e, sebbene largo solo dodici iarde, scarica un considerevole volume d'acqua nel fiume di Lewis (il fiume Snake), qualche miglio a monte dei restringimenti. Il suo letto è di ciottoli... Nei suoi fondali stretti si trovano pioppi, salici e il sottobosco che cresce ugualmente sul ramo Est del Wollawollah [Touchet].
Lewis e Clark si accamparono sul Pataha Creek (un affluente del Tucannon), che viene riportato come la prima località dopo aver percorso una certa distanza dove essi furono in grado di trovare un'abbondante quantità di legna da ardere.

### Commercio di pellicce britannico
Nella regione, fu importante l'industria delle pellicce. Il fiume Tucannon fornì un'area redditizia per la cattura di castori e lontre, che erano abbondanti. Il libro del 1906 di F. A. Shaver, An Illustrated History of Southeastern Washington, raccontò che prima del 1834 il personale della Compagnia della Baia di Hudson britannica (la compagnia britannica per il commercio delle pellicce) era "occupante indiscusso dal 1829."  Un gruppo era capeggiato da John Work, che lavorò come agente della Compagnia della Baia di Hudson. Partendo da Fort Nez Perce nel settembre del 1831, Work e un gruppo di 56 persone seguirono il Sentiero dei Nasi Forati verso la campagna intorno al tratto superiore del fiumerì Snake.

### Controllo statunitense e colonizzazione
Alla fine dell'inverno del 1834, il Capitano Benjamin Bonneville attraversò il fiume Tucannon seguendo il Sentiero dei Nasi Forati, controllando il Nord-Ovest per conto del governo degli Stati Uniti..
Un certo numero di strade per carri furono costruite nell'area negli anni 1860 (tra cui una tra Walla Walla e Lewiston, nel 1862). I coloni si spostarono lentamente nell'area del fiume Tucannon negli anni 1860, ma fu nei primi anni 1870 che gli insediamenti aumentarono rapidamente.

### Guerra Cayuse

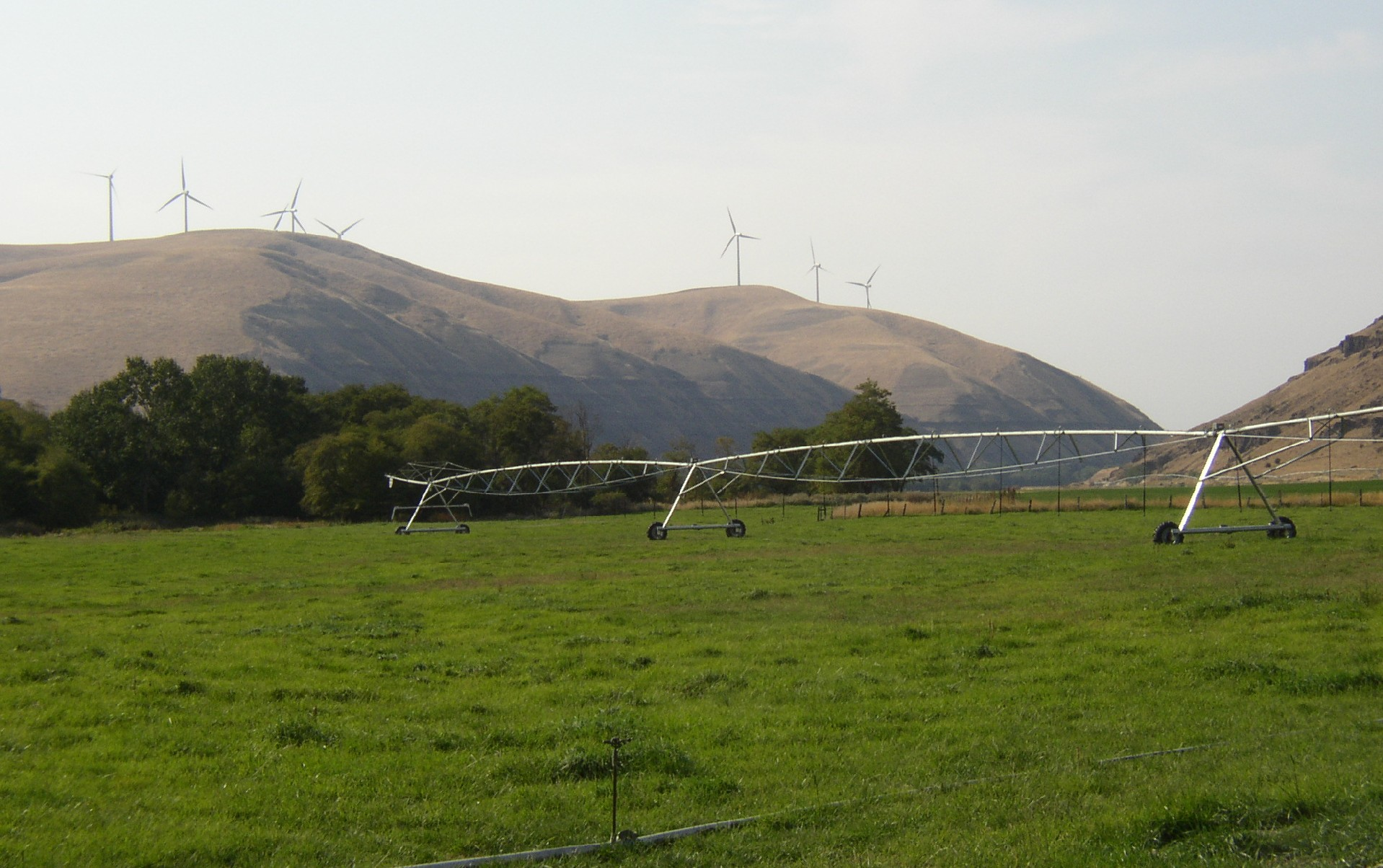
Agricoltura nella valle del fiume Tucannon. Fila di turbine eoliche sopra la collina.

Nel 1848, durante la Guerra Cayuse la Compagnia del Capitano Lawrence Hall combatté in uno scontro con i Cayuse sul fiume Tucannon: 
Ritornando a Waiilatpu, furono scelti i fucilieri a cavallo meglio equipaggiati e tra essi quelli della compagnia di Hall, per una spedizione contro gli indiani Cayuse, la cui posizione esatta era in quel momento sconosciuta. Lo scopo era di portare gli indiani a patti in qualche modo, combattendo o meno, e riconquistare il bestiame sottratto ai bianchi. La spedizione partì intorno al 10 marzo 1848 e dopo una ricerca di circa dieci giorni trovò il nemico accampato sul fiume Tucannon, circa quattro miglia a monte della sua confluenza con il fiume Columbia. Il nemico ha adottato lo stratagemma di alzare una bandiera bianca, ha chiesto ed ha parlato con le truppe, fingendo di non appartenere alla parte ostile; ma, sui bianchi che si occupavano del bestiame dei pionieri uccisi, i quali si stavano radunando sulle colline adiacenti, l'astuto nemico gettò via la maschera e iniziò un attacco impetuoso. Le truppe, notevolmente più numerose, hanno combattuto sulla difensiva, marciando in ritirata, formando un quadrato vuoto, per resistere agli assalti compiuti su tutti i lati. La prima notte il bestiame catturato è stato liberato. La mattina seguente l'attacco e la ritirata sono continuati e gli Indiani, mentre si avvicinava l'attraversamento del fiume Touchet, ne presero possesso, tentando in tal modo di tagliare efficacemente la ritirata delle truppe. Qui nient'altro che la carica e il combattimento più determinati cacciarono gli Indiani e permisero ai bianchi di attraversare quel fiume e quindi di sfuggire al rischio di uno sterminio minacciato.

### Guerra Coeur d'Alene
Durante la Guerra Coeur d'Alene il 7 agosto 1858, al Capitano Erasmus D. Keyes con un distaccamento di uomini equipaggiati di dragoons (una sorta di moschetti) fu ordinato di erigere un forte al fiume Snake in un punto di passaggio vicino al fiume Palouse. Egli scelse la foce del fiume Tucannon per stabilire Fort Taylor, un deposito di rifornimenti intitolato in onore del Capitano Oliver H. P. Taylor, ucciso nello stesso anno mentre prestava servizio con il Tenente Colonnello Edward Steptoe contro gli Spokane in aprile. Il 25 agosto questo punto servì da punto di passaggio per il Colonnello George Wright, che guidò una forza di 570 uomini attraverso il fiume Snake. Ci vollero diversi giorni per trovare un sentiero per salire dalla valle del fiume Snake ai calanchi sopra; questo viaggio li condusse alla battaglia di Four Lakes il 5 settembre.

### Successivamente

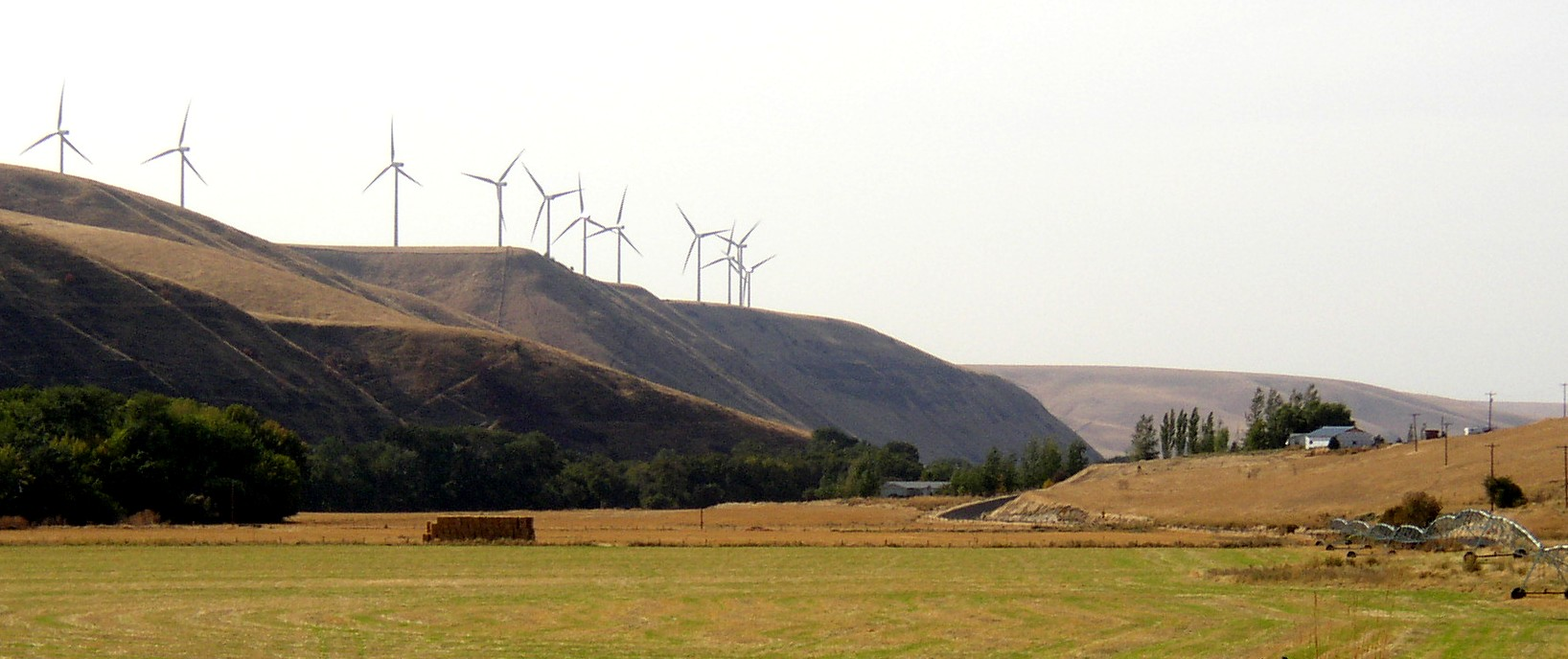
Turbine eoliche su Hopkins Ridge sopra la valle del fiume Tucannon

La città di Starbuck con la ferrovia sul fiume Tucannon venne incorporata negli anni 1880. Nei suoi primi anni Starbuck era un punto di divisione sulla linea principale della Oregon Railroad and Navigation Company. Un tempo attraversavano la città fino a 24 treni al giorno. La Little Goose Dam (una diga idroelettrica), che divenne operativa nel 1975, si trovava nei pressi di Starbuck. Ciò aumentò notevolmente la popolazione locale e la forza lavoro mentre i lavoratori edili e le loro famiglie si trasferivano in città.
la Blue Sky Wind costruì l'Hopkins Ridge Wind Farm (un parco eolico) nella Contea di Columbia. La potenza di picco secondo il progetto, comprato dalla Puget Sound Energy e trasmesso dalla Bonneville Power Administration, è pari a 150 megawatt (MW).

## Attività ricreative

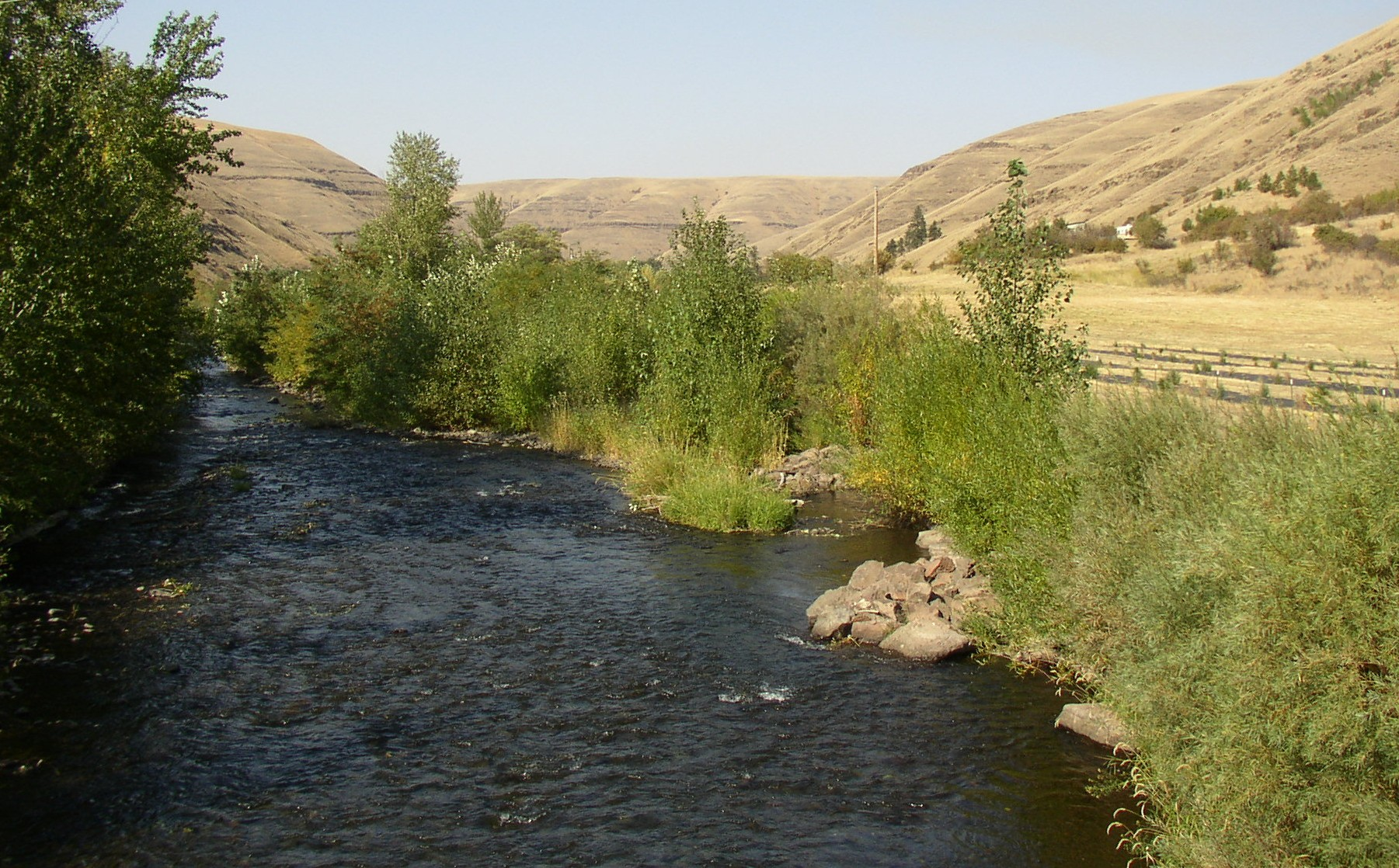
Fiume Tucannon vicino al suo punto medio

Tutti gli affluenti del fiume Tucannon sono chiusi alla pesca e alcune sezioni del fiume Tucannon sono chiuese anche per proteggere quattro specie ittiche elencate a livello federale come in via di estinzione e in pericolo: salmone reale di primavera/estate e di autunno, così come salvelinus confluentus e trota iridea. Le aree che sono chiuse proteggono le principali aree di rirpoduzione.
Trota iridea e salvelinus confluentus possono essere pescati a patto di attenersi alle restrizioni di pesca prescritte. Le aree accessibili del fiume Tucannon sono famose aree di pesca. Il Tucannon si snoda attraverso foreste nazionali, terreni statali e privati, alcuni dei quali si trovano in zone aperte alla pesca. Ci sono otto punti di pesca aperti alla pesca pubblica stabiliti dal Dipartimento di Ittica e Fauna Selvatica dello Stato di Washington e regolarmente attrezzati. Rainbow, Deer, Blue, Spring, Curl, Beaver, Watson e solo per la pesca con la mosca Big Four Lake costituiscono queste opportunità per pescare le trote. L'accesso alla pesca può essere ottenuto anche presso la Tucannon Fish Hatchery, dove il fiume è delimitato da terreni forestali statali o nazionali.
Il Tucannon Campground è gestito dallo U.S. Forest Service nella valle del fiume Tucannon come uno dei 15 campeggi nel Pomeroy Ranger District.
Il Washington State Park System gestisce il Camp Wooten Retreat Center sul tratto superiore del fiume Tucannon. Il centro, vicino Pomeroy, offre 
rifugi, sale per ristorazione e per riunioni e altre sistemazioni per gruppi numerosi. Le attività includono escursionismo, canoa sul lago Donnie, nuoto in una piscina coperta, tiro con l'arco, softball, tennis e basket.